# Coniothyrium ilicis
Coniothyrium ilicis är en svampart som beskrevs av A.L. Sm. & Ramsb. 1917. Coniothyrium ilicis ingår i släktet Coniothyrium och familjen Leptosphaeriaceae.   Inga underarter finns listade i Catalogue of Life.